# 브램 피셔
아브라함 루이스 피셔(Abraham Louis Fischer, 1908년 4월 23일 – 1975년 5월 8일)는 남아프리카 공화국의 공산주의자이자 아프리카너 혈통의 변호사로, 친할머니를 통해 부분적으로 앵글로-아프리카인 조상을 가지고 있었으며, 반-아파르트헤이트 운동과 넬슨 만델라를 포함한 반-아파르트헤이트 인사들의 리보니아 재판에서의 법적 변호로 유명하다. 재판 후, 그는 공산주의를 조장한 혐의로 재판을 받게 되었다. 그는 종신형을 선고받았고 수감 중에 암 진단을 받았다. 남아프리카 교도소법은 그의 형제가 사는 블룸폰테인의 집까지 확대되었고, 그는 두 달 후 그곳에서 사망했다.

## 가족 및 교육
피셔는 저명한 아프리카너 가문 출신이다. 그의 아버지는 오라녜 자유국의 판사장이었던 퍼시 피셔(1878–1957)였고, 할아버지는 오렌지강 식민지의 총리이자 나중에 통합 남아프리카 내각의 일원이었던 아브라함 피셔(1850–1913)였다.
1930년대 로드스 장학금으로 옥스퍼드 대학교(뉴 칼리지)에서 공부하기 전, 그는 블룸폰테인의 그레이 칼리지와 그레이 대학교 칼리지에서 교육을 받았고, 그의 할아버지 아브라함 피셔의 이름을 딴 아브라함 피셔 기숙사 거주자였다. 옥스퍼드에 머무는 동안, 그는 1932년 소련 여행을 포함하여 유럽 대륙을 여행했다. 여행 중 부모님께 보낸 편지에서 그가 급진화되었음을 나타내며, 그는 볼가강을 따라 만난 러시아 농민들과 남아프리카 흑인들의 상황 사이에 유사점이 있다고 언급했다.
1937년, 피셔는 얀 스뮈츠의 조카인 몰리 크리게와 결혼하여 세 자녀를 두었다. 그들의 아들 폴은 피셔가 수감되어 있을 때 23세의 나이로 낭포성 섬유증으로 사망했다. 몰리는 정치에 참여하게 되었고, 샤프빌 학살 이후 선포된 1960년 국가 비상사태 동안 재판 없이 구금되었다. 1964년, 브람, 몰리, 그리고 친구 리즈 프랭클린은 딸 일세의 21번째 생일을 위해 케이프타운으로 운전하고 있었다. 브람은 길에 갑자기 나타난 소를 피하기 위해 차를 급하게 틀었다. 차는 도로를 벗어나 강으로 전복되었고, 몰리는 익사했다.

## 직업 및 정치 활동
피셔는 1940년대에 남아프리카 공산당(SACP)에 가입했고 곧 지도부의 자리에 올랐다. CPSA는 아프리카 국민회의(ANC)와 밀접한 관계를 맺고 있었고, 1943년 피셔는 ANC 헌법 개정을 공동 집필했다. 1946년 그는 CPSA의 지도자이자 그 해 아프리카 광산 노동자 파업의 일원으로서 선동 혐의로 기소되었다. 1950년 CPSA가 해체되고 금지된 후, 그는 1953년 지하에서 설립된 불법 남아프리카 공산당의 의장이 되었다.
이시 마이젤스 등과 함께 피셔는 1956년 – 1961년 반역 재판에서 변호인단에 중요한 역할을 했으며, 이 재판에서 만델라와 많은 다른 반-아파르트헤이트 활동가들은 1961년 3월 29일에 무죄 선고를 받았다. 만델라는 그의 자서전에서 재판 진행 중 자신의 테이블에서 좌익 출판물 뉴 에이지를 읽고 있던 피셔를 다정하게 회상한다.
피셔는 1963년 – 1964년 리보니아 재판에서 넬슨 만델라의 법적 변호인단을 이끌었다. 우연히도 피셔는 릴리스리프 농장 습격 당시 현장에 없었지만, 사실 그는 신뢰받는 리보니아 내부 서클의 일원이었다. 당국에 의해 압수된 많은 문서들은 그의 필체였다.
만델라와 공동 피고인들은 국가 검사 퍼시 유타르가 요청했던 사형 대신 종신형을 선고받았다. 이는 변호인단에게 승리로 간주되었다. 국제적인 압력도 한몫했다. 이 시점에도 피셔의 SACP 지도자 역할은 그의 가장 가까운 백인 친구들에게도 알려지지 않았다.
평결 후, 브람 피셔는 로벤섬의 리보니아 재판 수감자들을 방문하여 항소 문제에 대해 논의했다. 수감자들을 보호하기 위해, 그는 일주일 전 아내의 죽음을 그들에게 알리지 않았다. 회의 후, 만델라는 피셔 부인의 죽음에 대해 알게 되었고 피셔에게 편지를 썼지만, 그의 교도관들은 그 편지를 전달하지 않았다. 며칠 후 피셔는 체포되어 3일 동안 독방에 수감된 후 풀려났다. 1964년 9월 23일, 그는 다시 체포되어 불법 남아프리카 공산당의 일원이라는 혐의를 받고 있는 12명의 백인 남녀와 함께 기소되었다.
피셔는 런던에서 특허 사건을 처리하기 위해 보석으로 풀려났다. 그는 자신의 사건에 참석하기 위해 보석을 신청했다. 보석 신청에서 법원에 대한 그의 항소에서 그는 다음과 같이 말했다.
저는 아프리카너입니다. 제 고향은 남아프리카 공화국입니다. 저의 정치적 신념이 정부의 신념과 충돌한다고 해서 제 나라를 떠나지 않을 것입니다.
피셔는 5,000파운드의 보석금을 포기하고 망명하라는 압력에도 불구하고 재판에 직면하기 위해 남아프리카로 돌아왔다. 재판이 시작된 어느 날, 그는 법원에 나타나지 않고 대신 그의 변호인인 해럴드 핸슨에게 편지를 보냈고, 이 편지는 법정에서 낭독되었다. 그는 다음과 같이 썼다.
이 편지가 당신에게 도착할 때쯤 저는 요하네스버그에서 멀리 떨어져 있을 것이며, 남은 재판에서 불참할 것입니다. 하지만 저는 보석을 허가받았을 때 돌아오겠다고 말했던 나라에 여전히 있을 것입니다. 저의 불참은 고의적인 것이지만, 어떤 식으로든 무례한 의도는 아니라는 것을 법원에 알려주십시오. 또한 저에게 부과될 수 있는 처벌에 대한 두려움 때문에 이 행동을 하는 것도 아닙니다. 사실, 저는 저의 현재 행동으로 인해 저의 최종 처벌이 증가할 수 있다는 것을 충분히 인식하고 있습니다...

저의 결정은 이 정부의 모든 진정한 반대자는 이 나라에 남아 아파르트헤이트라는 끔찍한 정책에 가능한 모든 수단으로 맞서 싸워야 할 의무가 있다고 믿기 때문에 내려졌습니다. 저는 제가 할 수 있는 한 그렇게 할 것입니다...

필요한 것은 백인 남아프리카인들이 인종 차별에 기반한 현재의 경제 호황으로 인해 더욱 심화된 자만심에서 벗어나야 한다는 것입니다. 이 전체 견딜 수 없는 시스템이 근본적이고 신속하게 변화되지 않는 한, 재앙이 따를 것입니다. 끔찍한 유혈 사태와 내전은 피할 수 없게 될 것입니다. 왜냐하면 다수자에 대한 억압이 있는 한, 그러한 억압은 증오심이 커지면서 맞서 싸워질 것이기 때문입니다.
피셔는 아파르트헤이트에 맞선 해방 투쟁을 지원하기 위해 지하로 숨어들었다. 그렇게 함으로써 그는 만델라의 조언을 거스른 것이었다. 만델라는 그에게 법정에서 투쟁을 지원하라고 조언했었다. "사람들이 판사장 아프리카너 아들이 무력한 자들의 권리를 위해 싸우는 것을 볼 수 있는 곳에서 말이다. 그러나 그는 자신이 자유로운 동안 다른 사람들이 고통받게 할 수는 없었다. […] 브람은 자신이 기꺼이 하지 않을 희생을 다른 사람들에게 요구하고 싶지 않았다."
피셔는 1965년 그의 부재 중에 완료된 재판에서 변호인 명부에서 제명되었다. 변호사 해럴드 핸슨, 시드니 켄트리지, 그리고 아서 차스칼슨이 청문회에서 그를 변호했다. 버논 베란제가 변호 사건을 이끌었고, 이스마일 마호메드(나중에 새로운 남아프리카에서 대법원장이 됨)와 데니스 쿠니가 보조 변호사로 활동했다.

## 투옥과 죽음
피셔는 거의 1년 동안 지하 활동을 계속했다. 그는 남아프리카로 돌아온 지 9개월 후, 그리고 지하에서 290일이 지난 1965년 11월에 체포되었다. 1966년 3월, 그는 공산주의 목적을 조장하고 정부 전복을 음모한 혐의로 두 번째 재판을 받았다. 그는 유죄 판결을 받고 종신형을 선고받았다. 그는 프리토리아 중앙 교도소에 수감되었다.
혁명 후, 그는 내 정원사가 될 거야— 브람 피셔 (페트루스 요한 코체 장군에 대해)

1974년 데니스 골드버그와 다른 죄수 마리우스 스쿤은 피셔의 건강에 대해 걱정하게 되었다. 그의 엉덩이는 통증을 주었고, 소화 불량이었으며, 야위고 허약해 보였다. 피셔가 필요한 적절한 치료를 받지 못할 것이라고 의심한 골드버그는 피셔의 의료 기록을 상세하게 기록했고, 이는 나중에 감옥 밖으로 몰래 빼돌려졌다. 피셔는 걷기 위해 목발이 필요했지만 요청은 거부되었다. 대신 빗자루를 찾아 사용했다. 1974년 9월, 그는 샤워를 하려다가 넘어져 대퇴골과 경부가 골절되었고, 그 후 13일이 지나서야 병원에 입원했다. 병원에서 돌아왔을 때 피셔는 휠체어에 앉아 있었고, 방향 감각을 잃었으며 자신을 돌볼 수 없었다. 엉덩이는 암에 걸린 것으로 밝혀졌다. 골드버그는 주장했고, 결국 피셔와 함께 그의 독방에서 밤을 보낼 수 있도록 허락받았으며, 그곳에서 그는 피셔를 편안하게 해주려고 노력했다. 이 시점에서 피셔는 너무 야위어서 골드버그가 그를 쉽게 변기로 옮길 수 있었다.
그 해 12월이 되어서야 당국은 그를 병원으로 이송시켰다. 그의 병세에 대한 소식이 알려지자 대중은 정부에 그의 석방을 로비했다.
비정치범들은 거의 전 기간을 복역하지 않고 형량의 절반 또는 3분의 2를 채우면 석방되었지만, 정치범들은 형량의 매일을 복역해야 했다. 피셔는 죽기 직전 교도소를 떠나 1975년 4월 블룸폰테인에 있는 그의 형제의 집에서 가택 연금 상태로 지내도록 허용되었다. 그는 몇 주 후 사망했다.
교도소 당국은 장례식 후 피셔의 유골을 돌려받았고, 그 유골은 현재까지 발견되지 않았다. 의회 내 반-아파르트헤이트 정치 지도자들인 콜린 에글린과 해리 슈바르츠 모두 피셔의 유골을 가족에게 돌려주라고 요구했으나 거부당했다.

## 추모와 유산
넬슨 만델라는 1995년 그의 자서전에서 피셔를 "내가 아는 자유 투쟁의 가장 용감하고 충실한 친구 중 한 명"이라고 썼다. 저명한 아프리카너 가문 출신인 그는 특권적인 삶을 포기하고 자신의 유산을 거부했으며, 자신의 민족으로부터 배척당하면서 "그 자체로 독보적인 수준의 용기와 희생"을 보여주었다.
피셔는 리보니아 재판에서 변호인단장을 맡는 것을 꺼려했는데, 많은 증인들이 그를 불법적인 공산당 활동에 연루시킬 수 있었기 때문이다. 게다가 그의 필체가 릴리스리프 농장에서 발견된 문서에 있었다. 그의 백인 친구들은 그의 공산당원임을 알지 못했기 때문에 그의 꺼림칙함을 이해하지 못하고 그를 설득했다. 그 결과, 라이오넬 번스타인은 그 소식을 듣고 "그는 빅토리아 십자훈장을 받을 자격이 있다"고 말했다.
1963년 남아프리카 보안 지부에 의해 구금되고 독방에 감금되었던 경험을 기록한 루스 퍼스트는 피셔에 대해 심문을 받으면서 심문관들에게 "브람은 제 친구이고, 매우 소중한 친구이며, 훌륭한 사람입니다. 그리고 – 당신 민족의 명성에 감사하게도 당신들에게는 적어도 한 가지 좋은 점이 있습니다 – 그는 아프리카너입니다."라고 말했다.
피셔는 1967년 레닌 평화상을 수상했다.
그는 프리토리아 중앙 교도소의 동료 죄수들에게 존경받았고, 심지어 교도소장 베르뮬렌의 존경심도 얻었다. 베르뮬렌은 1979년 팀 젠킨 등이 관련된 교도소 탈출 사건에 연루된 혐의로 재판을 받을 때, 피셔를 자신이 지킨 죄수 중 가장 멋진 죄수라고 부르며 "피셔는 럭비를 매우 좋아했습니다. 우리는 그것에 대해 많이 이야기했습니다. 그가 죽었을 때 안타까웠습니다. 그는 신사였습니다. 그는 죄수들의 지도자였습니다."라고 말했다.
요하네스버그의 주요 아파르트헤이트 이후 주택 프로젝트 중 하나는 그의 이름을 기려 브람 피셔빌(Bram Fischerville)로 명명되었다. 이 지역은 소웨토 북쪽에 위치하며, 22000채의 정식 주택이 있으며 1997년부터 정착되었다.
《내 해골의 나라》(1998)에서 안체 크로그는 "그는 우리 중 누구보다 훨씬 용감했고, 훨씬 더 많은 대가를 치렀으며, 그의 삶은 죽음 이후에도 많은 사람들의 삶에 영향을 미쳤다"고 썼다.
2003년 피셔는 사후 처음으로 남아프리카 변호사 협회에 복귀되었다.
2004년, 동문과 경영진의 반대에도 불구하고, 피셔는 스텔렌보스 대학교에서 사후 명예 학위를 받았다.
피셔가 학생이었던 로드스 하우스(옥스퍼드 대학교)는 2007년부터 그의 유산을 기리기 위해 연례 브람 피셔 기념 강연을 개최하고 있으며, 이는 뉴 칼리지에서 주최했던 그의 이름을 딴 이전 강연의 부활이다.
2012년 12월, 블룸폰테인 공항은 브람 피셔 국제공항으로 이름이 변경되었다.

## 피셔에 관한 작품
초기 전기 중 하나는 브람 피셔 생전에 나오미 미치슨이 쓴 《아프리카를 위한 삶: 브람 피셔 이야기》(1973)이다.
노벨상 수상자이자 동료 남아프리카 작가인 네이딘 고디머의 소설 《버거의 딸》(1979)은 브람 피셔의 딸의 삶을 바탕으로 하며, 그가 제목의 "버거"이다.
피셔는 또한 1999년 앨런 패튼 상을 수상한 스티븐 클링먼의 《브람 피셔: 아프리카너 혁명가》와 마틴 메러디스의 《피셔의 선택》의 주제이기도 하다.
남아프리카 감독 샤론 파의 다큐멘터리 《사랑, 공산주의, 혁명 & 리보니아 – 브람 피셔 이야기》는 2007년 8월 인카운터스 영화제 관객상 최우수 남아프리카 다큐멘터리 부문을 수상했다.
해리 칼머는 2013년과 2014년에 그레이엄스타운에서 열린 국립 예술 축제에서 데이비드 버틀러가 공연한 연극 《브람 피셔 왈츠》를 썼다.
2017년 장 판 더 벨데 감독의 장편 영화 브람 피셔(대체 제목 《저항의 행위》)가 네덜란드에서 개봉되었으며, 브람 피셔 역은 피터 폴 뮐러가 연기했다.

## 더 읽어보기
- Trewhela, Paul (2009). 〈Chapter 8 The Problem of Communism in Southern Africa〉. 《Inside Quatro: Uncovering the Exile History of the ANC and SWAPO》. Jacana Media. ISBN 978-1-77009-776-6.
- Haasbroek, Hannes (2011). 《'n Seun soos Bram》 (아프리칸스어). Penguin Random House South Africa. ISBN 978-1-4152-0217-3.
- Katwala, Sunder (2001년 2월 11일). “The Rivonia Trial”. 《The Guardian》. 2014년 10월 5일에 확인함.
- “Academic fight brews over honours for Fischer”. 《IOL News》. 2004년 11월 8일. 2014년 10월 5일에 확인함.
- “The Bram Fischer Memorial Lecture: President Mandela's Inaugural Speech” (PDF), 《Consultus》 8 (2), Nov 1995, 2014년 10월 5일에 확인함